# Ahmed Faraj El Masli
Ahmed Faraj Hussein El Masli (ar. أحمد فرج حسين المصلي, ur. 28 grudnia 1979 w Bengazi) – piłkarz libijski grający na pozycji napastnika.

## Kariera klubowa
Karierę piłkarską El Masli rozpoczął w klubie Al-Tahaddi Bengazi. W 1998 roku zadebiutował w jego barwach w pierwszej lidze libijskiej. Grał tam do 2001 roku i wtedy też odszedł do Al-Nasr Bengazi. W 2003 roku zdobył z nim Puchar Libii. Po tym sukcesie odszedł do Al-Ittihad Trypolis. Z Al-Ittihad został mistrzem Libii w 2003 roku i zdobył Puchar Libii i Superpuchar Libii w 2004 (ten drugi zdobył też w 2006 roku).
Na początku 2006 roku El Masli odszedł do Al-Hilal Bengazi, a w połowie roku został zawodnikiem Al-Nasr. W 2007 roku wrócił do Al-Ittihad, a na początku 2008 roku przeszedł do Al-Arabi Kuwejt. Od połowy 2008 roku jest zawodnikiem Al-Ahly Benghazi. W 2010 wrócił do Al-Tahaddi Bengazi. W 2012 grał w CA Bizertin, a następnie przeszedł do Tersana SC.

## Kariera reprezentacyjna
W reprezentacji Libii El Masli zadebiutował w 1998 roku. W 2006 roku był w kadrze Libii na Pucharze Narodów Afryki 2006, na którym był rezerwowym i nie rozegrał żadnego spotkania.